# Globoppia latifasciata
Globoppia latifasciata är en kvalsterart som först beskrevs av Rainer Willmann 1931.  Globoppia latifasciata ingår i släktet Globoppia och familjen Oppiidae. Inga underarter finns listade i Catalogue of Life.